# Снагість (село)
Снагість (рос. Снагость) — село у Снагістській сільській раді Кореневського району Курської області РФ. Населення — 494 особи.

## Географічне розташування
Село Снагість розташоване за 9 км на північ від державного кордону України, 102 км від обласного центру та 10км від районного центру.

## Назва
Назва села походить від однойменної річки Снагість, що тече південним околицею поселення.

## Історія
Село засноване на раніше незаселених землях Східної Слобожанщини, викуплених у московських поміщиків гетьманом Іваном Мазепою впродовж 1699 –1707 років. Оскільки землі, що опинилися у володінні Івана Мазепи, являли собою порожній степ (так зване дике поле), за наказом гетьмана там створювали села, слобідки та хутори, які потім заселялися українськими та російськими поселенцями.
У 1707 році відповідним наказом гетьмана на березі однойменної річки. Одночасно зі Снагістю було засновано ще два поселення: Сапронове (Сафронівка) та Коренево.
Станом на початок XVIII століття більшу частину населення Снагості складали українці: у 1712 році у селі налічувалося 239 черкаських дворів з 365, тоді як російських дворів – лише 126.
До 1708 року село було частиною Путивльського повіту Гетьманщини. Після адміністративної реформи 1708 року село перебувало у складі Путивльського дистрикту Київської губернії, з 1727 року – у складі Путивльського повіту Білгородської губернії.
З 2004 року входить до складу Снагістської сільської ради Кореневського району Курської області.

### Російсько-українська війна
26 вересня 2023 року поселення було атакована українським БпЛА. Внаслідок атаки було знеструмлено 7 населених пунктів. Кілька безпілотників було збито[джерело?].
8 серпня 2024 року поселення було зайняте українськими військами. 13 вересня 2024 року російські окупанти відновили контроль над селом.
В ніч на 9 серпня 2025 року по Снагості завдано 12 ударів, внаслідок яких знищені військові об'єкти та склади з озброєнням російських окупантів.

## Населення
| 2002 | 2010 |
| ---- | ---- |
| 672  | ▼494 |